# Coupe Poree 1977
Il Coupe Poree 1977  è stato un torneo di tennis giocato sulla terra rossa. È stata la 10ª edizione del torneo, che fa parte del Colgate-Palmolive Grand Prix 1977. Il torneo si è giocato a Parigi in Francia, dal 19 al 25 settembre 1977.

## Campioni

### Singolare maschile
Guillermo Vilas ha battuto in finale  Christophe Roger-Vasselin con il punteggio di 6–2 6–1 7–6

### Doppio maschile
Christophe Roger-Vasselin /  Jacques Thamin hanno battuto in finale  Ilie Năstase /  Ion Țiriac con il punteggio di 6–2, 4–6, 6–3